# Sathrophyllia
Sathrophyllia is een geslacht van rechtvleugeligen uit de familie sabelsprinkhanen (Tettigoniidae). De wetenschappelijke naam van dit geslacht is voor het eerst geldig gepubliceerd in 1874 door Stål.

## Soorten
Het geslacht Sathrophyllia omvat de volgende soorten:
- Sathrophyllia arabica Krauss, 1902
- Sathrophyllia cristata Beier, 1954
- Sathrophyllia femorata Fabricius, 1787
- Sathrophyllia fuliginosa Stål, 1874
- Sathrophyllia rugosa Linnaeus, 1758